# Bernhard Giesselmann
Bernhard Giesselmann – okupacyjny komisarz Przemyśla, zbrodniarz nazistowski.

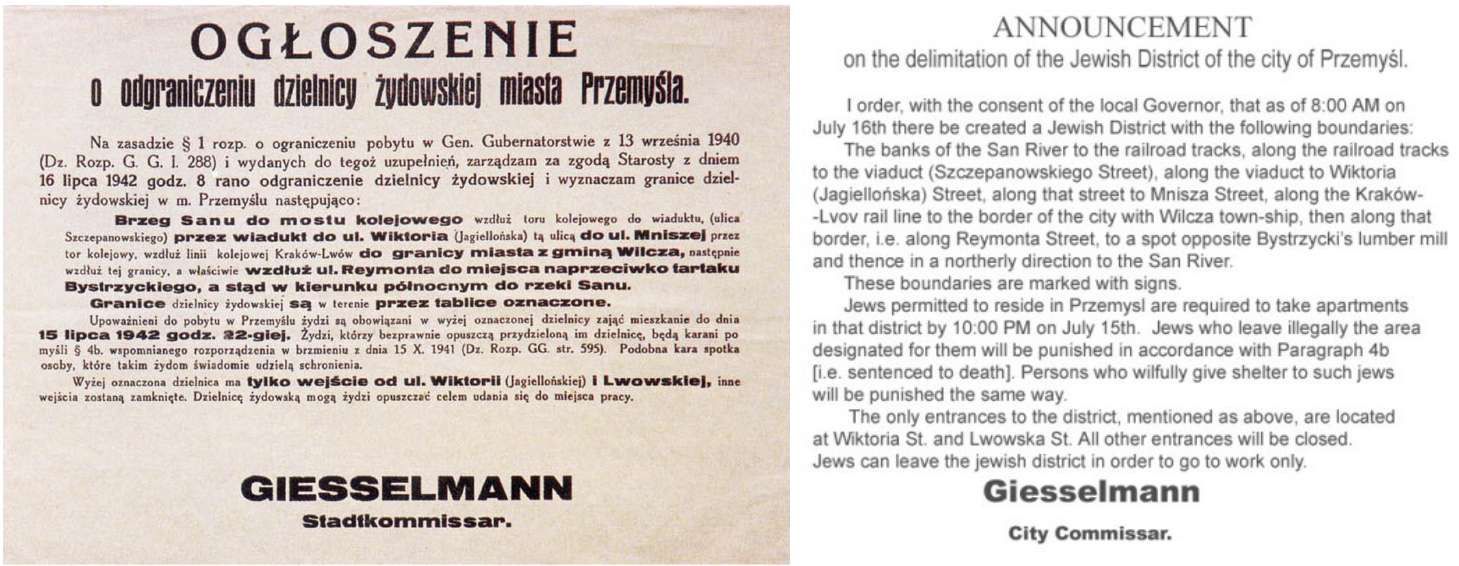
Ogłoszenie o utworzeniu getta w Przemyślu, wydane przez Giesselmanna

Podczas II wojny światowej w trakcie okupacji niemieckiej na ziemiach polskich sprawował stanowisko komisarza miasta Przemyśla (w piśmiennictwie określany też jako burmistrz okupacyjny). 3 lipca 1942 wydał rozporządzenie zatwierdzające odgraniczenie dzielnicy żydowskiej (w tym wskazujące granice tejże) z ważnością od 16 lipca 1942. Zgodnie z jego zarządzeniem dzielnica żydowska w dzielnicy Garbarze została przekształcona w getto.
Po zakończeniu wojny, od maja 1945 przebywał w obozie dla zatrzymanych przestępców wojennych w Dachau. Pod koniec 1946 dokonano jego ekstradycji do Polski. W 1948 odbyły się wytoczone przeciw niemu rozprawy karne w Przemyślu i w Rzeszowie. W rezultacie 14 czerwca 1947 Sąd Okręgowy w Przemyślu wydał wyrok za zorganizowanie getta, sprawowanie kierownictwa NSDAP w Przemyślu, zabór mienia żydowskiego oraz współdziałanie w wywozie na roboty do Rzeszy, zaś 13 grudnia 1949 Sąd Apelacyjny w Rzeszowie za doprowadzenie dwóch ordnerów (pol. porządkowych) żydowskich do gestapo, następnie zastrzelonych. Ostatecznie wyrokiem Sądu Apelacyjnego w Rzeszowie z 1 marca 1950 został skazany na karę łączną 14 lat pozbawienia wolności.  